# Gwiezdne wojny: część II – Atak klonów
Gwiezdne wojny, część II: Atak klonów (ang. Star Wars: Episode II – Attack of the Clones) – chronologicznie druga część sagi Gwiezdne wojny, powstała jako piąta w roku 2002. Jej reżyserem jest George Lucas. Film opowiada o młodzieńczych latach Anakina Skywalkera, przyszłego Dartha Vadera. Akcja filmu dzieje się 10 lat później od wydarzeń ukazanych w filmie Gwiezdne wojny: część I – Mroczne widmo i 22 lata wcześniej od wydarzeń z filmu Gwiezdne wojny: część IV – Nowa nadzieja.
W serwisie Rotten Tomatoes film uzyskał wynik 67%.

## Fabuła
Minęło 10 lat od śmierci Qui-Gona. Obi-Wan jest rycerzem Jedi, a dziewiętnastoletni Anakin jest jego padawanem. Chłopak właśnie wraca ze swej pierwszej misji i dowiaduje się, że na Coruscant przybywa Padmé Amidala – miłość Anakina z czasów niewolnictwa, dawna królowa Naboo, pełniąca obecnie rolę senatora swej planety. Dochodzi do nieudanego zamachu na Padmé. Po pościgu Anakin i Obi-Wan demaskują napastniczkę o imieniu Zam Wesell; ta jednak umiera trafiona zatrutą strzałą, przed wyjawieniem, kto ją wynajął. Anakin dostaje misję ochrony senator Amidali w drodze na Naboo i szybko odlatuje razem z nią. Obi-Wan z kolei postanawia odnaleźć zabójcę zamachowca Padmé. Jedyną poszlaką jest zatruta strzałka, która pochodzi z planety Kamino. Jedi udaje się tam i uzyskuje informację, że nieżyjący obecnie rycerz Jedi – Sifo-Dyas przed wieloma laty zamówił u mieszkańców tej planety armię klonów. O przedsięwzięciu nie wiedział nikt poza nim. Gdy Obi-Wan informuje o tym Yodę, ten postanawia użyć armii w obronie przed droidami.
W tym samym czasie na Naboo rośnie miłość Padmé i Anakina, mimo iż związek nie ma przyszłości (Jedi mają zakaz wchodzenia w jakiekolwiek związki romantyczne z jakąkolwiek żywą istotą). Po kilku tygodniach Skywalker ma wizję, w której widzi śmierć swojej matki, więc czym prędzej udaje się na Tatooine, by sprawdzić sytuację. Okazuje się, że Shmi, którą kilka lat wcześniej wykupił z niewoli i poślubił miejscowy właściciel farmy wilgoci, Cliegg Lars, została porwana przez Tuskenów – dzikich ludzi pustyni. Anakin odnajduje ich wioskę, gdzie widzi torturowaną matkę. Po chwili kobieta umiera w ramionach syna, który ze wściekłości morduje mieczem świetlnym wszystkich mieszkańców wioski, wliczając w to kobiety i dzieci.
Kenobi ścigał pracodawcę zamachowcy Padmé – Jango Fetta i leci za nim na planetę Geonosis. Odkrywa, że znajduje się tam baza separatystów, dowodzonych przez Mrocznego Jedi – Hrabiego Dooku (dla którego pracuje Fett). Kenobi informuje o tym Anakina, a ten z kolei powiadamia Radę Jedi. Obi-Wan jednak podczas rozmowy ze swym uczniem zostaje porwany. Skywalker i Amidala ruszają mu na ratunek, lecz również zostają porwani. Dooku decyduje się na publiczną egzekucję tych dwojga oraz Kenobiego. Zostali oni przywiązani do gigantycznych słupów i gdy mieli już zginąć zabici przez dzikie zwierzęta, na arenę przybyło dwustu dwunastu rycerzy Jedi, dowodzonych przez mistrza Windu. Korzystając z zamieszania więźniowie wspięli się na szczyt słupów, po czym ześlizgując się zeszli na ziemię i uwolnili się z łańcuchów. Po krwawej walce z droidami przy życiu zostało tylko kilkunastu Jedi, w tym Obi-Wan, Anakin i Windu oraz Padmé. Zginął także Jango Fett z rąk Windu. Jego śmierć z ukrycia widzi jego, wychowany jako syn, niezmodyfikowany klon – Boba.
Gdy sytuacja stawała się dramatyczna, z odsieczą przybyło kilka republikańskich kanonierek z armią klonów i mistrzem Yodą na ich czele. Rozpoczęła się bitwa o Geonosis. Anakin i Obi-Wan podążyli za uciekającym hrabią Dooku do hangaru, gdzie stoczyli z nim walkę na miecze świetlne. Kenobi doznał ciężkich obrażeń i nie mógł kontynuować walki. W jego obronie stanął młody Skywalker, któremu po długiej walce Dooku odciął prawą rękę. Niezdolnego do walki Anakina uratował Yoda, któremu przeciwnik uciekł po krótkiej walce.
Skywalkerowi podłączono biomechaniczną rękę ze stali i pasowano na rycerza Jedi, a Obi-Wan trafił na leczenie i dostał tytuł mistrza. Dooku z kolei przybył na Coruscant, gdzie spotkał się ze swym mistrzem – najpotężniejszym żyjącym Mrocznym Jedi – Darthem Sidiousem, zwanym też Lordem Sithów. Hrabia oznajmia mu, iż rozpoczęły się wojny klonów, co było częścią wielkiego planu Sidiousa.
Setki tysięcy żołnierzy-klonów przygotowuje się do odlotu na wojnę. Z kolei na spokojnej planecie Naboo Padmé i Anakin potajemnie biorą ślub.

## Obsada
| Postać                                   | Aktor              | Polski dubbing                                               |
| ---------------------------------------- | ------------------ | ------------------------------------------------------------ |
| Obi-Wan Kenobi                           | Ewan McGregor      | Jarosław Domin                                               |
| Padmé Amidala                            | Natalie Portman    | Aleksandra Rojewska                                          |
| Anakin Skywalker                         | Hayden Christensen | Tomasz Bednarek                                              |
| Hrabia Dooku                             | Christopher Lee    | Zbigniew Konopka                                             |
| Mace Windu                               | Samuel L. Jackson  | Jacek Rozenek                                                |
| Yoda                                     | Frank Oz           | Mariusz Czajka                                               |
| Kanclerz Sheev Palpatine (Darth Sidious) | Ian McDiarmid      | Ryszard Nawrocki (Palpatine) Janusz Bukowski (Darth Sidious) |
| Shmi Skywalker                           | Pernilla August    | Maria Gładkowska                                             |
| Dormé                                    | Rose Byrne         | Maria Gładkowska                                             |
| Jango Fett                               | Temuera Morrison   | Wojciech Paszkowski                                          |
| Boba Fett                                | Daniel Logan       | Marcin Jakimiec                                              |
| Bail Organa                              | Jimmy Smits        | Piotr Zelt                                                   |
| Cliegg Lars                              | Jack Thompson      | Krzysztof Zakrzewski                                         |
| Jar Jar Binks                            | Ahmed Best         | Mieczysław Morański                                          |
| Zam Wesell                               | Leeanna Walsman    | Elżbieta Kopocińska                                          |
| Sio Bibble                               | Oliver Ford Davies | Andrzej Gawroński                                            |
| Dexter Jettster                          | Ron Falk           | Jacek Czyż                                                   |
| Kapitan Gregar Typho                     | Jay Laga’aia       | Jacek Mikołajczak                                            |
| Watto                                    | Andrew Secombe     | Jarosław Boberek                                             |
| C-3PO                                    | Anthony Daniels    | Grzegorz Wons                                                |
| Królowa Jamillia                         | Ayesha Dharker     | Elżbieta Kopocińska                                          |
| Owen Lars                                | Joel Edgerton      | Jarosław Boberek                                             |
| Beru Lars                                | Bonnie Piesse      | Elżbieta Kopocińska                                          |
| Lama Su                                  | Anthony Phelan     | Aleksander Wysocki                                           |
| Taun We                                  | Rena Owen          | Ewa Kania                                                    |
| Jocasta Nu                               | Alethea McGrath    | Ewa Kania                                                    |
| Elan Sleazebaggano                       | Matt Doran         | Mieczysław Morański                                          |
| Ask Aak                                  | Steven Boyle       | Jarosław Boberek                                             |
| R2-D2                                    | Kenny Baker        | –                                                            |
| Qui-Gon Jinn                             | Liam Neeson        | Janusz Bukowski                                              |
| Cordé                                    | Veronica Segura    | Elżbieta Kopocińska                                          |
| Ki-Adi-Mundi                             | Silas Carson       | Aleksander Wysocki                                           |
| Poggle Mniejszy                          | Marton Csokas      | Janusz Bukowski                                              |
| San Hill                                 | Chris Truswell     | Janusz Nowicki                                               |
| Nute Gunray                              | Silas Carson       | Jerzy Dominik                                                |
| Wat Tambor                               | Chris Truswell     | Andrzej Gawroński                                            |

## Nagrody
Atak Klonów był nominowany do Oscara w kategorii Najlepsze Efekty Specjalne. Otrzymał również MTV Movie Award w kategorii Najlepsza Walka (Yoda kontra hrabia Dooku). Był również nominowany do tej nagrody w kategoriach Najlepsza Scena Akcji (walka na arenie) i Najlepsza Rola Wirtualna (Yoda).
Film zdobył również dwie Złote Maliny w kategoriach Najgorszy Scenariusz i Najgorszy Aktor Drugoplanowy (Hayden Christensen). Był ponadto nominowany w kategoriach Najgorszy Film, Najgorsza Reżyseria, Najgorsza Aktorka Drugoplanowa (Natalie Portman), Najgorszy Zespół (Hayden Christensen i Natalie Portman) oraz Najgorszy Remake lub Sequel.